# 2008 日本女子サッカーリーグ
2008 日本女子サッカーリーグ（plenusなでしこリーグ2008）は、2008年4月から11月まで開催。第20回目のシーズンとなるこの年は、プレナスの協賛により「plenusなでしこリーグ2008」の愛称で行われた。

## 概略
開催について
20シーズン目となるこの大会は当初、2006年シーズンから3年契約でモック(moc)がスポンサードする予定であった。しかし業績悪化より契約を破棄して撤退となったことが3月6日に発表され、リーグ名はスポンサー名なしで「なでしこリーグ」となること、なでしこスーパーカップが中止となると報じられた。
だがリーグ開幕を4日後に控えた4月8日に行われた記者会見でプレナスのスポンサードが発表され、「plenusなでしこリーグ」の名称で行われることになった。そのため公式プログラムには間に合わなかったものの、会場に掲示される横断幕や看板にはプレナス(plenus)の名が書かれた。また試合会場等に掲揚されるリーグ旗が、それまで使用されていたL・リーグ時代のものに代わって、なでしこリーグのロゴの描かれたものが使われるようになった。
有料試合は浦和レッズとアルビレックス新潟が全ホームゲーム、日テレ・ベレーザが10月12日の東京電力女子サッカー部マリーゼ戦（ひたちなか市総合運動公園陸上競技場）で行った。
また前年に新設されたなでしこリーグカップは行われなかったが、なでしこリーグオールスターはスポンサー撤退の関係などにより一時は開催が見送られたものの、スポンサーの獲得と競技強化支援助成事業助成金の給付により8月31日に実施。オリンピックでの躍進（後述）もあり、多くの観衆が駆けつけた。
参加チーム
参加チームは前年までの16チームから脱退はなく、準加盟として鹿児島鴨池フットボールクラブアサヒナが新規参入したため、1部リーグ（ディビジョン1）は前年と同様8チーム3回戦総当たり、2部リーグ（ディビジョン2）は9チームによる2回戦総当たりで行われた。なおディビジョン1からディビジョン2には大原学園JaSRA女子サッカークラブが降格し、ディビジョン2からディビジョン1には東京電力女子サッカー部マリーゼ（TEPCOマリーゼ）が昇格した。
シーズン中の10月、TASAKIペルーレFCがメインスポンサーである田崎真珠の業績不振による経営改善の一環による休部となることが発表され、リーグ事務局は10月14日に臨時評議会を開催。2008年度限りでの退会（当初は受け入れ先が決まった場合は規定により「ディビジョン2に降格」することになっていたが、締切日の11月23日までに受け入れ先スポンサーとの交渉が難航し譲渡先が決まらず、チームの解散が決定・退会となった）が承認され、併せてペルーレを除くディビジョン1最下位のチームはディビジョン2への自動降格からディビジョン2との入れ替え戦参加に変更となること、鹿児島鴨池フットボールクラブアサヒナの来季からの正式加盟が承認された。
結果
ディビジョン1は前年の上位5チームとそれ以外のチームとに分かれる状況。特に開幕当初はその差が大きく、上位チームが下位チームから大量得点で勝利する試合が多く生まれたのに対し、同レベルでの対戦では互角の勝負がみられた。
最終的にはベレーザが2試合残して優勝（4年連続11度目）をしたものの、レッズLには1分2敗と負け越すなど上位同士では各チームがしのぎを削る展開が見られた。また下位では前年と同様、アルビLと伊賀が苦戦し、昇格したマリーゼも含めた3チームが下位に低迷。マリーゼはアルビLと伊賀からしか勝ち点を奪えず、アルビLは開幕6連敗などで低迷。伊賀は開幕3連敗をはじめ5連敗、10連敗と負けが込んで最下位となり、2年連続で入れ替え戦進出となった。
ディビジョン2も上位5チームと下位4チームの争いに。上位集団ではスペランツァF.C.高槻とジェフLがともに無敗で勝ち点を積み上げ、雷雨により延期となった直接対決がシーズン最終戦では引き分けたためジェフLが優勝。高槻は2位となり入れ替え戦に進出となった。下位グループでは清水第八プレアデスが途中まで健闘も勝ちきれず後退。ルネサンス熊本フットボールクラブは失点を大幅に減らしたものの4年連続で1桁勝ち点となり、準会員として新規参入のアサヒナをも下回る最下位で終わった。
リーグ戦全日程終了後の12月13日に上野運動公園競技場で行われたディビジョン1・2入替戦（1試合制）はDiv.1最下位の伊賀FCくノ一がリードしてはスペランツァF.C.高槻が追いつくという展開で2年連続でPK戦まで突入。先攻の高槻が3人目まで連続して成功したのに対し伊賀は1人目が失敗。4人目はともに失敗したが5人目を高槻が決めたため、その時点で伊賀の敗退が決定。ともにリーグ優勝のある関西本拠地のチーム同士の対戦は、伊賀の初降格と高槻の2年ぶりのDiv.1復帰となった。
選手
選手動向では前年、女子特別指定選手制度としてリーグ戦等でプレーした天野実咲と佐藤衣里子がともにTEPCOマリーゼに、大友麻衣子がアルビレックス新潟レディース（アルビL）に入団し、INACレオネッサにはTASAKIから鈴木智子が、スペランツァF.C.高槻から海堀あゆみが移籍。ディビジョン2ではジェフユナイテッド市原・千葉レディースが浦和レッドダイヤモンズ・レディースから中池桃子を獲得したのが特筆される。
2008年度の女子特別指定選手制度は有吉佐織（日本体育大学）がTEPCOマリーゼ、中出ひかり（吉備国際大学女子サッカー部）が伊賀フットボールクラブくノ一、菅澤優衣香（JFAアカデミー福島）がアルビL、亀岡夏美（JFAアカデミー福島）が大原学園JaSRA女子サッカークラブに、それぞれ5月23日から11月23日の期間で認定された。
なおINACの外国籍選手2名が登録名を変更し、李珍和（イ・ジンファ：韓国代表）がジナに、デルマ・ゴンサルベスがブラジル代表での登録名でもあるプレチーニャになった。
サッカー日本女子代表
2月に東アジア女子サッカー選手権2008決勝大会に参加し優勝、3月にキプロス女子カップ2008(CYPRUS WOMEN'S CUP 2008)、5月から6月にかけてAFC女子アジアカップ・ベトナム2008に参加し、8月に中国で開催された北京オリンピックでは4位となり、日本のみならず世界各国からの注目をあびた。
表彰
この年も「なでしこリーグ表彰式」が11月30日に日本サッカー協会ビル（JFAハウス）で行われ、個人記録では大野忍（ベレーザ）が20得点により2回目の最多得点で表彰され、また6回目のベストイレブンも獲得。最優秀選手(MVP)には澤穂希（ベレーザ）が2度目の獲得となり、こちらも9回目のベストイレブンとなった。またプレチーニャ（INAC）ベストイレブン初受賞。新人賞は岩渕真奈（ベレーザ）が獲得。ディビジョン2では清水由香（ジェフL）がMVPとなった。
特別表彰では「サポーターが選ぶMVP」で宮間あや（湯郷Belle）が750票を獲得して2年連続2回目の選出。20年特別表彰には、このシーズンで引退する小野寺志保（ベレーザ）が、また日本女子代表（なでしこジャパン）に対するJFA特別表彰も、あわせて発表された。
表彰式にはこの年もサポーター50名を招待。また「サポーターが選ぶMVP」の投票もインターネットの公式ホームページにより行われ、会場のサポーター代表1名による表彰が行われたほか、観覧当選者と抽選に漏れた人のそれぞれ5名ずつにサイン入りボールのプレゼントが行われた。

## 大会概要
- 開催期間：2008年4月12日‐11月23日
- なでしこリーグディビジョン1（1部）

2008年4月12日‐7月13日、9月7日‐9月21日、10月12日-11月23日
8チームによる3回戦総当たり。
- なでしこリーグディビジョン2（2部）

2008年4月13日‐7月13日、8月24日‐9月21日、10月12日-11月15日
9チームによる2回戦総当たり。
- 入れ替え

1部の最下位チームと2部の1位チームは翌シーズン自動入れ替え、1部7位最下位と2部2位は入れ替え戦（1試合）の結果により勝者が1部、敗者が2部に所属となる。
- 選手登録

日本サッカー協会に登録している選手で30名まで。うち「下部組織チーム」から5名まで登録することができる。外国籍選手は5名まで登録、3名まで出場できる。
- 試合時間

90分（45分ハーフ）。90分以内で勝敗が決しない場合は引き分けとする。
- 順位

勝ち点（勝利3点、引分1点、敗戦0点）の多いチームを上位とし、勝ち点の合計が同じ場合は以下の順序で順位を決める。
1. 全試合の得失点差
2. 全試合の総得点数
3. 直接対決の成績（1.勝ち点2.得失点差）
4. 順位決定戦（必要な場合のみ）

## 参加チーム

### なでしこリーグ　ディビジョン1（1部）
- 日テレ・ベレーザ：東京都稲城市
- 伊賀フットボールクラブくノ一：三重県伊賀市
- TASAKIペルーレFC：兵庫県神戸市
- 浦和レッドダイヤモンズ・レディース：埼玉県さいたま市
- 東京電力女子サッカー部マリーゼ：福島県双葉郡楢葉町・広野町
- 岡山湯郷Belle：岡山県美作市
- INACレオネッサ：兵庫県神戸市
- アルビレックス新潟レディース：新潟県新潟市・北蒲原郡聖籠町

### なでしこリーグ　ディビジョン2（2部）
- スペランツァF.C.高槻：大阪府高槻市
- バニーズ京都サッカークラブ：京都府京都市
- ジェフユナイテッド市原・千葉レディース：千葉県市原市・千葉市
- ルネサンス熊本フットボールクラブ：熊本県熊本市
- 清水第八プレアデス：静岡県静岡市
- ASエルフェン狭山FC：埼玉県狭山市
- 大原学園JaSRA女子サッカークラブ：長野県上田市
- 福岡J・アンクラス：福岡県春日市
- 鹿児島鴨池フットボールクラブアサヒナ：鹿児島県鹿児島市（新規参入： 準加盟）

## 成績
○：勝利　△：引き分け　●：敗戦

### なでしこリーグ　ディビジョン1（1部）
- 開催期間：2008年4月12日‐7月13日、9月7日‐9月21日、10月12日-11月23日

| 順位 | チーム                        | ベレーザ        | INAC           | 浦和           | TASAKI         | 湯郷ベル       | マリーゼ       | 新潟L          | 伊賀FC          | 勝点 | 勝利 | 引分 | 敗戦 |
| 1位  | 日テレ・ベレーザ              | ----            | △3-3 ○2-0      | ●1-4 ●1-2 △1-1 | ○4-2 ○5-0 ○4-1 | ○4-2 ○3-2 ○5-0 | ○1-0 ○3-1 ○4-0 | ○3-2 ○2-1 ○3-0 | ○13-0 ○3-1 ○6-0 | 53   | 17   | 2    | 2    |
| 2位  | INACレオネッサ                | △3-3 ●0-2       | ----           | △1-1 ○3-2 ○3-0 | ○7-3 ○2-1 ●1-2 | ●1-2 ○3-0 ○3-1 | ○3-1 ○5-2 ○3-0 | △2-2 ○3-0 ○4-2 | ○1-0 ○7-0       | 45   | 14   | 3    | 4    |
| 3位  | 浦和レッズレディース          | ○4-1 ○2-1 △1-1  | △1-1 ●2-3 ●0-3 | ----           | ○2-1 ●1-2 ○2-0 | △1-1 ○1-0      | ○1-0 ○4-0 ○1-0 | ○4-1 △1-1 ○1-0 | ○7-0 ○8-0 ●1-2  | 43   | 13   | 4    | 4    |
| 4位  | TASAKIペルーレFC              | ●2-4 ●0-5 ●1-4  | ●3-7 ●1-2 ○2-1 | ●1-2 ○2-1 ●0-2 | ----           | △1-1 ●1-2 ●0-2 | ○2-0 ○1-0      | ○3-0 ○4-2 ○3-0 | ○5-0 ○5-2 ○3-1  | 34   | 11   | 1    | 9    |
| 5位  | 岡山湯郷Belle                 | ●2-4 ●2-3 ●0-5  | ○2-1 ●0-3 ●1-3 | △1-1 ●0-1      | △1-1 ○2-1 ○2-0 | ----           | ○2-1 ○1-0 △1-1 | ○3-0 ○2-0 ●1-2 | ○3-0 ○2-0 ○2-1  | 33   | 10   | 3    | 8    |
| 6位  | TEPCOマリーゼ                 | ●0-1 ●1-3 ●0-4  | ●1-3 ●2-5 ●0-3 | ●0-1 ●0-4 ●0-1 | ●0-2 ●0-1      | ●1-2 ●0-1 △1-1 | ----           | ○4-2 ○2-1 ○3-1 | ○6-3 △1-1 ○2-1  | 17   | 5    | 2    | 14   |
| 7位  | アルビレックス新潟 レディース | ●2-3 ●1-2 ●0-3  | △2-2 ●0-3 ●2-4 | ●1-4 △1-1 ●0-1 | ●0-3 ●2-4 ●0-3 | ●0-3 ●0-2 ○2-1 | ●2-4 ●1-2 ●1-3 | ----           | ●0-3 ○3-0 ○1-0  | 11   | 3    | 2    | 16   |
| 8位  | 伊賀フットボールクラブ くノ一 | ●0-13 ●1-3 ●0-6 | ●0-1 ●0-7      | ●0-7 ●0-8 ○2-1 | ●0-5 ●2-5 ●1-3 | ●0-3 ●0-2 ●1-2 | ●3-6 △1-1 ●1-2 | ○3-0 ●0-3 ●0-1 | ----            | 7    | 2    | 1    | 18   |

※伊賀フットボールクラブくノ一の入れ替え戦進出決定

### なでしこリーグ　ディビジョン2（2部）
- 開催期間：2008年4月13日‐7月13日、8月24日‐9月21日、10月12日-11月15日

| 順位 | チーム                                  | JEFL        | 高槻       | 狭山      | 大原      | 福岡AN     | バニーズ  | 清水第八  | アサヒナ   | R熊本       | 勝点 | 勝利 | 引分 | 敗戦 |
| 1位  | ジェフユナイテッド 市原・千葉レディース | ----        | △2-2       | ○3-1 △0-0 | ○2-1 ○6-0 | ○2-1 ○4-0  | ○7-1 ○6-1 | ○3-0 ○4-0 | ○11-0 ○2-1 | ○12-0 ○10-0 | 42   | 13   | 3    | 0    |
| 2位  | スペランツァ F.C.高槻                   | △2-2        | ----       | ○2-1      | △3-3 ○3-1 | ○3-1       | ○2-0 ○6-0 | ○7-1 △2-2 | ○9-2 ○11-1 | ○6-0 ○5-1   | 40   | 12   | 4    | 0    |
| 3位  | ASエルフェン狭山FC                      | ●1-3 △0-0   | ●1-2       | ----      | ○6-1 ○1-0 | ○1-0 ●3-4  | ○7-0 ○4-0 | △1-1 ○2-0 | ○9-1 ○7-0  | ○3-0 ○8-0   | 32   | 10   | 2    | 4    |
| 4位  | 大原学園JaSRA 女子サッカークラブ        | ●1-2 ●0-6   | △3-3 ●1-3  | ●1-6 ●0-1 | ----      | △0-0 ○1-0  | ○1-0 ○2-1 | ○2-1 △1-1 | ○7-0 △2-2  | ○1-0 ○3-0   | 25   | 7    | 4    | 5    |
| 5位  | 福岡J・アンクラス                       | ●1-2 ●0-4   | ●1-3       | ●0-1 ○4-3 | △0-0 ●0-1 | ----       | ●1-2 ○5-1 | △1-1 ○6-1 | ○8-0 ○4-1  | ○6-1 ○11-0  | 23   | 7    | 2    | 7    |
| 6位  | バニーズ京都SC                          | ●1-7 ●1-6   | ●0-2 ●0-6  | ●0-7 ●0-4 | ●0-1 ●1-2 | ○2-1 ●1-5  | ----      | ○2-1 △2-2 | ●2-3 ○3-2  | ●1-3 ○4-0   | 13   | 4    | 1    | 11   |
| 7位  | 清水第八プレアデス                      | ●0-3 ●0-4   | ●1-7 △2-2  | △1-1 ●0-2 | ●1-2 △1-1 | △1-1 ●1-6  | ●1-2 △2-2 | ----      | ○4-1 ●2-3  | ●0-1 ○4-0   | 11   | 2    | 5    | 9    |
| 8位  | 鹿児島鴨池 FCアサヒナ                   | ●0-11 ●1-2  | ●2-9 ●1-11 | ●1-9 ●0-7 | ●0-7 △2-2 | ●0-8       | ○3-2 ●2-3 | ●1-4 ○3-2 | ----       | ●0-1 ○2-1   | 10   | 3    | 1    | 12   |
| 9位  | ルネサンス熊本FC                        | ●0-12 ●0-10 | ●0-6 ●1-5  | ●0-3 ●0-8 | ●0-1 ●0-3 | ●1-6 ●0-11 | ○3-1 ●0-4 | ○1-0 ●0-4 | ○1-0 ●1-2  | ----        | 9    | 3    | 0    | 13   |

※ジェフユナイテッド市原・千葉レディースのディビジョン1昇格、スペランツァF.C.高槻の入れ替え戦進出決定

### なでしこリーグ入れ替え戦
- 名称：2008年ディビジョン1・2入替戦
- 日時：2008年12月13日（土）13：00
- 会場：上野運動公園競技場
- 対戦：伊賀フットボールクラブくノ一対スペランツァF.C.高槻
- 勝敗の決定：90分（前後半各45分）で行い、勝敗が決しない場合以下の順序で決する。

1. 20分間（前後半10分間）の延長戦
2. PK方式（各5人ずつ、決着がつかない場合は6人目以降一人ずつで勝敗が決するまで）

| 1部最下位                    | 結果                                                | 2部2位               |
| 伊賀フットボールクラブくノ一 | 2 (2PK4) 2 高槻：○、○、○、×、○ 伊賀：×、○、○、×、-- | スペランツァF.C.高槻 |

※スペランツァF.C.高槻のディビジョン1昇格と伊賀フットボールクラブくノ一のディビジョン2降格が決定

## 表彰

### なでしこリーグ　ディビジョン1（1部）
個人
- 最優秀選手賞：澤穂希（ベレーザ）2回目
- 最多得点：大野忍（ベレーザ）20得点・2回目
- 新人賞：岩渕真奈（ベレーザ）
- 敢闘賞：プレチーニャ（INAC）初
- ベストイレブン
  - GK：山郷のぞみ（浦和）8回目
  - DF：池田浩美（TASAKI）10回目、矢野喬子（浦和）2回目、近賀ゆかり（ベレーザ）2回目、岩清水梓（ベレーザ）3回目
  - MF：澤穂希（ベレーザ）9回目、宮間あや（湯郷Belle）2回目、原歩（INAC）3回目
  - FW：大野忍（ベレーザ）6回目、プレチーニャ（INAC）初、安藤梢（浦和）5回目
- 優勝監督賞：松田岳夫（ベレーザ）4回目

チーム
- 優勝：日テレ・ベレーザ
- 準優勝：INACレオネッサ
- 3位：浦和レッドダイヤモンズレディース
- フェアプレー賞：日テレ・ベレーザ

### なでしこリーグ　ディビジョン2（2部）
個人
- 最優秀選手賞：清水由香（ジェフL）

チーム
- 優勝：ジェフユナイテッド市原・千葉レディース
- フェアプレー賞：ジェフユナイテッド市原・千葉レディース、スペランツァF.C.高槻

### 特別表彰
個人
- 通算100試合出場
  - 浦和レッドダイヤモンズレディース：岩倉三恵、安藤梢
  - 日テレ・ベレーザ：近賀ゆかり
  - アルビレックス新潟レディース：中島未来
  - 伊賀フットボールクラブくノ一：堤早希
  - TASAKIペルーレFC：甲斐潤子、白鳥綾
  - INACレオネッサ：那須麻衣子
  - 岡山湯郷Belle：福元美穂、松田望、宮間あや、津波古友美子
  - ASエルフェン狭山FC：笠嶋由恵、佐藤舞、関根めぐみ
  - ジェフユナイテッド市原・千葉レディース：三上尚子
  - 清水第八プレアデス：小田彩香、遠山さゆり、西ヶ谷紀恵
  - バニーズ京都サッカークラブ：阪上由紀代、道下愛子
  - スペランツァF.C.高槻：奥田亜希子
- サポーターが選ぶMVP：宮間あや（湯郷Belle）750票・2回目
- 20年特別表彰：小野寺志保（ベレーザ）

チーム
- JFA特別表彰：なでしこジャパン